# Diospyros oligantha
Diospyros oligantha là một loài thực vật có hoa trong họ Thị. Loài này được Merr. mô tả khoa học đầu tiên năm 1929.